# Àcid carbònic
L'àcid carbònic és l'àcid que s'obté en dissoldre el diòxid de carboni en aigua, segons l'equilibri químic: 
CO₂(g) + H₂O(l) ↔ H₂CO₃. Aquest, es troba molt desplaçat cap a l'esquerra (k1= 4,45.10-7 i k₂=4,69.10-10 a 25 °C). Només una molècula de cada 480 molècules forma l'àcid a 25 °C. L'àcid com a tal no s'ha aïllat mai però se sap de la seva existència perquè forma els carbonats i els hidrogencarbonats (altrament anomenats bicarbonats).
Aquest àcid es troba dissolt en els vins escumosos i l'aigua amb gas, les bombolles estan formades per diòxid de carboni procedent de la descomposició d'aquest àcid. També l'aigua de la pluja en conté una petita quantitat per dissolució del diòxid de carboni de l'aire. En les pastilles efervescents es forma l'àcid. La sang també en conté una petita quantitat.

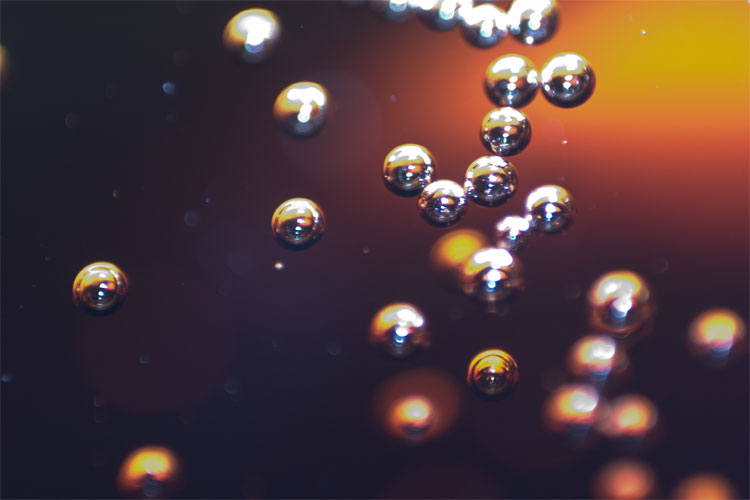
Beguda carbònica